# 엘렌 옐리네크
엘렌 옐리네크(Ellen Jelinek, 1973년 12월 5일 ~ )은 스웨덴의 배우이다.